# Puchar Ameryki Południowej w snowboardzie 2024
Puchar Ameryki Południowej w snowboardzie w sezonie 2024 to kolejna edycja tej imprezy. Cykl zainaugurowano 29 lipca 2024 r. w chilijskim Valle Nevado zawodami slopestyle'u, natomiast finałowe zmagania sezonu (konkursy snowboardcrossu) rozegrano 3 października tego samego roku w chilijskim Corralco.
Łącznie zorganizowano 10 z planowanych 12 zawodów dla kobiet i mężczyzn.

## Konkurencje
- SBX = snowboardcross
- SS = slopestyle
- BA = big air

## Kalendarz i wyniki

### Mężczyźni
| Lp. | Data                | Miejscowość              | Konkurencja | 1. miejsce                       | 2. miejsce        | 3. miejsce                       |
| --- | ------------------- | ------------------------ | ----------- | -------------------------------- | ----------------- | -------------------------------- |
| 1.  | 29 lipca 2024       | Valle Nevado             | SS          | Federico Chiaradio de la Iglesia | Álvaro Yáñez      | Benjamín Yáñez                   |
| 2.  | 30 lipca 2024       | Valle Nevado             | SS          | Álvaro Yáñez                     | Pedro Pizarro     | Valentín Moreno                  |
| 3.  | 1 sierpnia 2024     | Valle Nevado             | BA          | Federico Chiaradio de la Iglesia | Álvaro Yáñez      | Valentín Moreno                  |
| 4.  | 2 sierpnia 2024     | Valle Nevado             | BA          | Valentín Moreno                  | Pedro Pizarro     | Pedro Bidegain                   |
| 5.  | 17 sierpnia 2024    | Cerro Catedral-Bariloche | SS          | Valentín Moreno                  | Pedro Pizarro     | Álvaro Yáñez                     |
| 6.  | 18 sierpnia 2024    | Cerro Catedral-Bariloche | SS          | Álvaro Yáñez                     | Valentín Moreno   | Federico Chiaradio de la Iglesia |
| 7.  | 27 sierpnia 2024    | Corralco                 | SBX         | Theodore Mclemore                | Noah Bethônico    | Wang Huiyang                     |
| 8.  | 28 sierpnia 2024    | Corralco                 | SBX         | Noah Bethônico                   | Theodore Mclemore | Zion Bethônico                   |
|     | 21 września 2024    | Cerro Catedral-Bariloche | BA          | Odwołano                         | Odwołano          | Odwołano                         |
|     | 22 września 2024    | Cerro Catedral-Bariloche | BA          | Odwołano                         | Odwołano          | Odwołano                         |
| 9.  | 3 października 2024 | Corralco                 | SBX         | Loan Bozzolo                     | Aïdan Chollet     | Cody Winters                     |
| 10. | 3 października 2024 | Corralco                 | SBX         | Merlin Surget                    | Julien Tomas      | Aïdan Chollet                    |

### Klasyfikacje
| Lp. | Zawodnik          | Punkty |
| --- | ----------------- | ------ |
| 1.  | Noah Bethônico    | 180    |
| 1.  | Theodore Mclemore | 180    |
| 3.  | Loan Bozzolo      | 145    |
| 3.  | Merlin Surget     | 145    |
| 5.  | Aïdan Chollet     | 140    |
| 6.  | Julien Tomas      | 112    |
| 7.  | Cody Winters      | 110    |
| 8.  | Gao Dali          | 106    |
| 9.  | Zion Bethônico    | 96     |
| 10. | Wang Huiyang      | 92     |

| Lp. | Zawodnik                         | Punkty |
| --- | -------------------------------- | ------ |
| 1.  | Álvaro Yáñez                     | 460    |
| 2.  | Valentín Moreno                  | 440    |
| 3.  | Federico Chiaradio de la Iglesia | 372    |
| 4.  | Pedro Pizarro                    | 369    |
| 5.  | Pedro Bidegain                   | 271    |
| 6.  | Benjamín Yáñez                   | 224    |
| 7.  | Kefren Catriel Mendolia          | 218    |
| 8.  | Lucio Romani                     | 204    |
| 9.  | Benjamín Villegas                | 200    |
| 10. | Ivan Rodolfo Schleipfer          | 147    |

### Kobiety
| Lp. | Data                | Miejscowość              | Konkurencja | 1. miejsce         | 2. miejsce                      | 3. miejsce                      |
| --- | ------------------- | ------------------------ | ----------- | ------------------ | ------------------------------- | ------------------------------- |
| 1.  | 29 lipca 2024       | Valle Nevado             | SS          | Antonia Yáñez      | Arianna Vergani                 | Josefa Arellano                 |
| 2.  | 30 lipca 2024       | Valle Nevado             | SS          | Antonia Yáñez      | Josefa Arellano                 | Julieta Pizarro                 |
| 3.  | 1 sierpnia 2024     | Valle Nevado             | BA          | Antonia Yáñez      | Arianna Vergani                 | Josefa Arellano                 |
| 4.  | 2 sierpnia 2024     | Valle Nevado             | BA          | Antonia Yáñez      | Arianna Vergani                 | —                               |
| 5.  | 17 sierpnia 2024    | Cerro Catedral-Bariloche | SS          | Antonia Yáñez      | Julieta Pizarro                 | Antonella Scaiano               |
| 6.  | 18 sierpnia 2024    | Cerro Catedral-Bariloche | SS          | Antonia Yáñez      | Julieta Pizarro                 | Elena Sanguinetti Vallverdú     |
| 7.  | 27 sierpnia 2024    | Corralco                 | SBX         | Pang Chuyuan       | Yongqinglamu                    | Blanca Brunner                  |
| 8.  | 28 sierpnia 2024    | Corralco                 | SBX         | Yongqinglamu       | Pang Chuyuan                    | Blanca Brunner                  |
|     | 21 września 2024    | Cerro Catedral-Bariloche | BA          | Odwołano           | Odwołano                        | Odwołano                        |
|     | 22 września 2024    | Cerro Catedral-Bariloche | BA          | Odwołano           | Odwołano                        | Odwołano                        |
| 9.  | 3 października 2024 | Corralco                 | SBX         | Léa Casta          | Tess Critchlow                  | Julia Pereira de Sousa Mabileau |
| 10. | 3 października 2024 | Corralco                 | SBX         | Manon Petit-Lenoir | Julia Pereira de Sousa Mabileau | Brianna Schnorrbusch            |

### Klasyfikacje
| Lp. | Zawodniczka                     | Punkty |
| --- | ------------------------------- | ------ |
| 1.  | Yongqinglamu                    | 180    |
| 1.  | Pang Chuyuan                    | 180    |
| 3.  | Manon Petit-Lenoir              | 145    |
| 4.  | Julia Pereira de Sousa Mabileau | 140    |
| 5.  | Tess Critchlow                  | 125    |
| 6.  | Blanca Brunner                  | 120    |
| 7.  | Brianna Schnorrbusch            | 110    |
| 8.  | Léa Casta                       | 100    |
| 9.  | Julie Lundholdt                 | 95     |
| 9.  | Mai Brit Teder                  | 95     |

| Lp. | Zawodniczka                  | Punkty |
| --- | ---------------------------- | ------ |
| 1.  | Antonia Yáñez                | 600    |
| 2.  | Julieta Pizarro              | 320    |
| 3.  | Arianna Vergani              | 290    |
| 4.  | Josefa Arellano              | 200    |
| 5.  | Josefa Paulmann              | 135    |
| 6.  | Elena Sanguinetti Vallverdú  | 105    |
| 6.  | Antonella Scaiano            | 105    |
| 8.  | Pilar Aguado                 | 100    |
| 9.  | Olivia Hernández             | 80     |
| 10. | Eluney Eva Cantiello Marifil | 72     |